# Mopsea flava
Mopsea flava är en korallart som beskrevs av Nutting 1910. Mopsea flava ingår i släktet Mopsea och familjen Isididae. Inga underarter finns listade i Catalogue of Life.